# موريتز موسر
موريتز موسر (بالألمانية: Moritz Moser)‏ (27 أغسطس 1992 في النمسا - ) هو لاعب كرة قدم نمساوي في مركز الظهير. لعب مع SV Wacker Burghausen ‏ ونادي رييد.

## وصلات خارجية
- موريتز موسر على موقع قاعدة بيانات كرة القدم.إي يو (الإنجليزية)
- موريتز موسر على موقع بيانات كرة القدم. دي إي (الألمانية)
- موريتز موسر على موقع Soccerway.com (الإنجليزية)